# Alfred Austin
Alfred Austin (30 de mayo de 1835-2 de junio de 1913) fue un poeta británico que fue nombrado Poeta Laureado en 1896, después de un intervalo tras la muerte de Tennyson, cuando los otros candidatos habían causado controversia o rechazado el honor. Se afirmó que se le recompensaba por su apoyo al líder conservador Lord Salisbury en las elecciones generales de 1895. Los poemas de Austin son poco recordados hoy en día, siendo su obra más popular los idilios en prosa que celebran la naturaleza. Wilfred Scawen Blunt escribió sobre él: "Es un razonador agudo y listo, y es muy leído en teología y ciencia. Es extraño que su poesía sea tan pobre, y más extraño aún que la imagine inmortal".

## Biografía
Alfred Austin nació en Headingley, cerca de Leeds, el 30 de mayo de 1835, en el seno de una familia católica. Su padre, Joseph Austin, era comerciante en Leeds; su madre era hermana de Joseph Locke, ingeniero civil y diputado por Honiton. Austin se educó en el Stonyhurst College (Clitheroe, Lancashire), en el St Mary's College, Oscott, y en la Universidad de Londres, donde se graduó en 1853. Se convirtió en barrister en 1857, pero tras heredar una fortuna de su tío abandonó su carrera jurídica por la literatura.
Se presentó sin éxito como candidato del Partido Conservador por Taunton en 1865, quedando en cuarto lugar, y en Dewsbury en 1880.
Políticamente conservador, entre 1866 y 1896 Austin editó la National Review y escribió destacados artículos para The Standard. Fue corresponsal de asuntos exteriores en the Standard, y sirvió como corresponsal especial en el Concilio Ecuménico del Vaticano en 1870; en el cuartel general del rey de Prusia durante la guerra franco-prusiana, 1870; en el Congreso de Berlín, 1878, donde le concedió una audiencia el canciller alemán Otto von Bismarck. Ardiente imperialista y seguidor de Disraeli, en 1883 se convirtió en editor conjunto de la National Review con W. J. Courthope y fue el único editor desde 1887 hasta 1896.
A la muerte de Tennyson, en 1892, se consideró que ninguno de los poetas vivos en ese momento, excepto Algernon Charles Swinburne o William Morris, que estaban fuera de consideración por otros motivos, era lo suficientemente distinguido como para suceder a la corona de laurel, y durante varios años no se nombró a ningún nuevo poeta laureado. En el intervalo se evaluaron las pretensiones de uno y otro escritor, pero finalmente, en 1896, Austin fue nombrado para el puesto después de que Morris lo rechazara. Como poeta, Austin nunca ocupó un lugar destacado en la opinión de sus colegas, y a menudo se le tildó de ser un "Banjo Byron".
El crítico Edmund Broadus escribió que la elección de Austin como poeta-laureado tuvo mucho que ver con la amistad de Austin con Lord Salisbury, su posición como editor y escritor líder, y su voluntad de utilizar su poesía para apoyar al gobierno. Por ejemplo, poco antes de que se anunciara su nombramiento, Austin publicó un soneto titulado "Una vindicación de Inglaterra", escrito en respuesta a una serie de sonetos de William Watson, publicados en la Westminster Gazette, que habían acusado al gobierno de Salisbury de traicionar a Armenia y abandonar a su pueblo a las Masacres hamidianas.
Sir Owen Seaman (1861-1936) dio mayor vigencia a la supuesta conexión con Lord Salisbury en su poema "To Mr Alfred Austin", In Cap and Bells, London & New York, 1900, 9:
Al final se levantó un insensible jefe tory,
Maestro de la broma cáustica y la burla cínica, miró alrededor del Carlton Club y eligió a la ligera

A su principal escribano.
Austin fue teniente adjunto de Herefordshire. Austin murió por causas desconocidas en Swinford Old Manor, Hothfield, cerca de Ashford, Kent, Reino Unido, donde había estado enfermo durante algún tiempo.

## Familia
El 14 de noviembre de 1865, Austin se casó con Hester Jane Homan-Mulock, décima hija de Thomas Homan-Mulock y Frances Sophia Berry, en la Iglesia parroquial de St. Marylebone, Londres. En su Autobiografía, Austin relata de forma curiosa cómo se conocieron. Al ver la fotografía de una joven en un álbum de su amiga Isa Blagden en Florencia, preguntó: "¿Quién es esa?" y recibió la respuesta: "La chica con la que deberías casarte, si puedes". Austin llevó a casa una carta de presentación, cuya presentación le llevó a recibir en su casa de campo de Hertfordshire a Hester (la joven de la fotografía), su hermana y su acompañante, junto con su amigo Thomas Adolphus Trollope, hermano de Anthony Trollope. En una segunda visita, Hester se comprometió con Alfred. A lo largo de su carrera como periodista y escritor, Austin contó con la ayuda y el apoyo constantes de su esposa. Murió repentinamente el 23 de septiembre de 1929 en su residencia de Kensington. Entre sus sobrinos se encontraban el explorador polar capitán George Mulock y el diplomático británico Sir Howard William Kennard (1878-1955), embajador británico en Polonia al inicio de la Segunda Guerra Mundial.

## Poesía
En 1861, tras dos comienzos en falso en la poesía y la ficción, hizo su primera aparición digna de mención como escritor con The Season: a Satire, que contenía líneas incisivas y se caracterizaba por ser prometedor tanto en ingenio como en observación. En 1870 publicó un volumen de crítica, The Poetry of the Period, concebido con espíritu de sátira, en el que atacaba a Tennyson, Browning, Matthew Arnold y Swinburne de forma desenfrenada. El libro suscitó cierta discusión en su momento, pero su falta de equilibrio hizo que sus juicios fueran muy poco críticos. Austin escribió sobre el "detestable galimatías" de Robert Browning, sobre la "emasculada voz poética" de Swinburne y sobre William Morris como "el ocioso cantor de un día vacío", y profetizó que el In Memoriam de Tennyson "será seguramente entregado al polvo cuando surja una generación que haya entrado en razón". El propio Austin, aunque seguía "pensando que había un fuerte elemento de verdad en The Poetry of the Period", pronto llegó a considerar "desafortunado el tono en que estaba escrito", y en 1873, tres años después de su publicación, lo retiró de la circulación.
Un crítico contemporáneo, Walter Whyte, alabó la "pureza" del estilo de Austin: "Escribe un inglés sólido y sin artificios; su significado es siempre transparente. No ha tratado de emular la exquisita elaboración de la dicción de Tennyson; sus versos rara vez están adornados con "curiosas felicitaciones". Uno de los encantos de su poesía reside en la frescura y vivacidad de sus descripciones de la naturaleza. Ha tratado con fuerza las grandezas del paisaje alpino, pero sus cuadros más felices son los de los campos y bosques británicos".
El crítico George Saintsbury, aunque apoyó la opinión general de que "Alfred Austin apenas merecía ser nombrado poeta laureado", lo encontró "un escritor realmente vigoroso y consumado en prosa, y un tolerable maestro de la forma poco ambiciosa en verso". Austin, escribió, "podía mantener poemas de cierta longitud como Prince Lucifer y The Human Tragedy", y acercarse a un mínimo de "vigor y pasión en la lírica".
Como poeta laureado, sus versos de actualidad no se libraron de las críticas negativas; un poema apresurado escrito en alabanza de Raid de Jameson en 1896 es un ejemplo notable. Un drama suyo, Flodden Field, se representó en el teatro de Su Majestad en 1903, con música incidental de Percy Pitt. Frances Allitsen puso música a varios de sus poemas, y la contribución de Alexander Mackenzie a Choral Songs in Honour of Her Majesty Queen Victoria (1899) fue una adaptación del poema ocasional de Austin "With wisdom, goodness, grace".